# Ансоатеги
Ансоа́теги (исп. Estado Anzoátegui) — один из 23 штатов Венесуэлы. Штат назван в честь героя борьбы за независимость Венесуэлы Хосе Антонио Ансоатеги.
Административный центр штата — город Барселона.
Площадь штата 43 300 км², население — 1 469 747 человек (2011).

## Муниципалитеты штата
- Анако (Анако)
- Арагуа (Арагуа-де-Барселона)
- Диего-Баутиста-Урбанеха (Лечерия)
- Фернандо-де-Пеняльвер (Пуэрто-Пириту)
- Франсиско-дель-Кармен-Карвахаль (Валье-де-Гуанапе)
- Франсиско-де-Миранда (Парьягуан)
- Гуанта (Гуанта)
- Индепенденсия (Соледад)
- Хосе-Грегорио-Монагас (Мапире)
- Хуан-Антонио-Сотильо (Пуэрто-ла-Крус)
- Хуан-Мануэль-Кахигаль (Оното)
- Либертад (Сан-Матео)
- Мануэль-Эсекиэль-Брусуаль (Кларинес)
- Педро-Мария-Фрейтес (Кантаура)
- Пириту (Пириту)
- Сан-Хосе-де-Гуанипа (Сан-Хосе-де-Гуанипа)
- Сан-Хуан-де-Капистрано (Бока-де-Учире)
- Санта-Ана (Санта-Ана)
- Симон-Боливар (Барселона)
- Симон-Родригес (Эль-Тигре)
- Сэр-Артур-Макгрегор (Эль-Чапарро)